# Kreuzkirchenviertel
Das Kreuzkirchenviertel (inoffiziell meist Kreuzviertel genannt) ist ein etwa 3 ha großes Quartier in der Altstadt von Hannover. Es befindet sich im Bereich zwischen Marstall, Burgstraße, Ballhofstraße und Knochenhauerstraße. Namensgebend ist die Kreuzkirche, die den Mittelpunkt des Viertels bildet.

## Geschichte

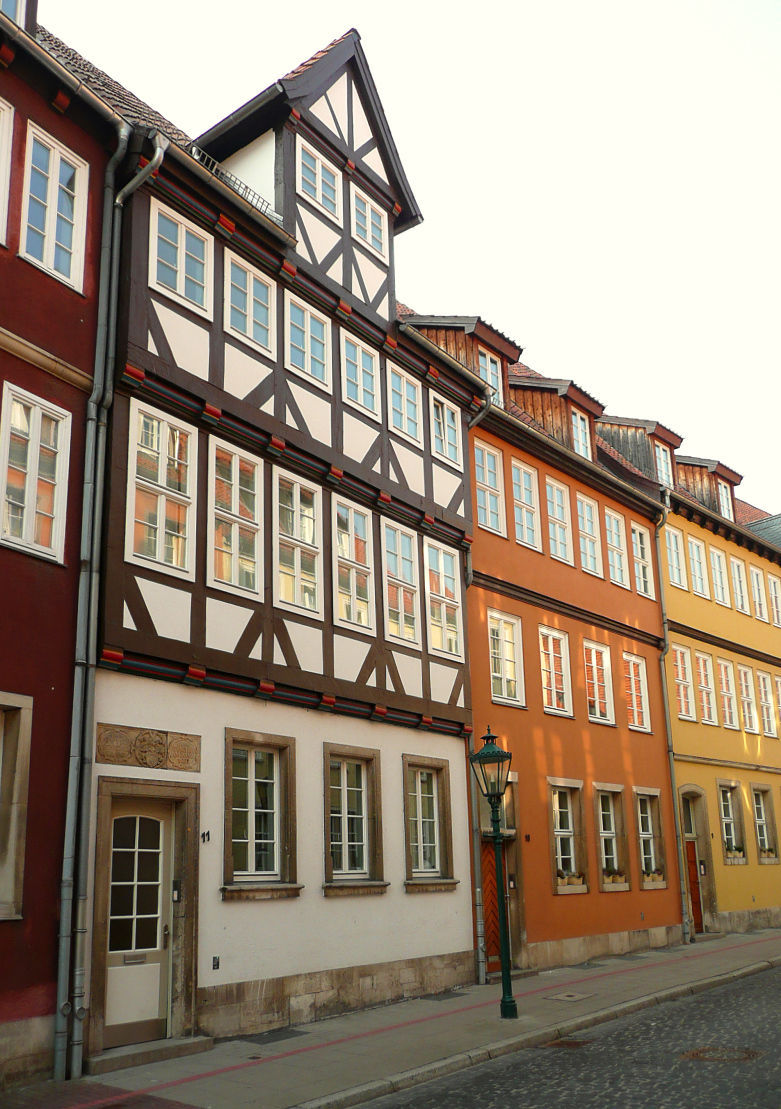
Häuserzeile in der Kreuzstraße

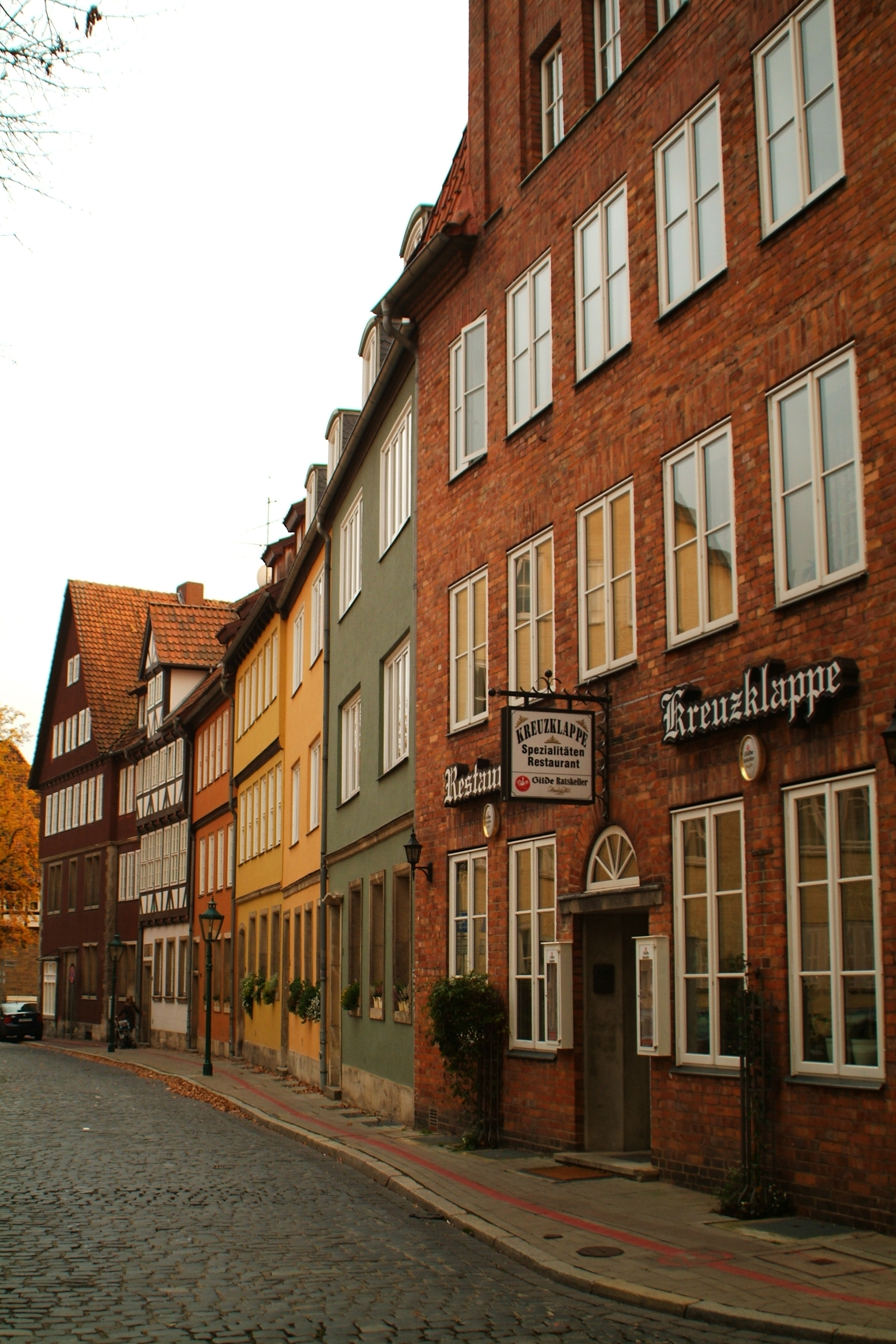
Restaurant Kreuzklappe im Kreuzkirchenviertel

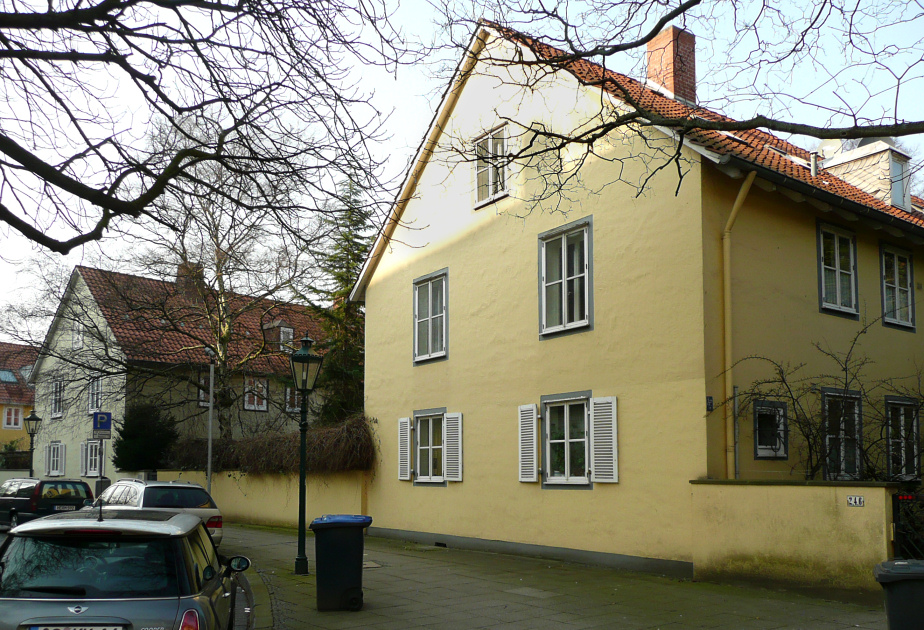
Wohngebäude der Straße Goldener Winkel

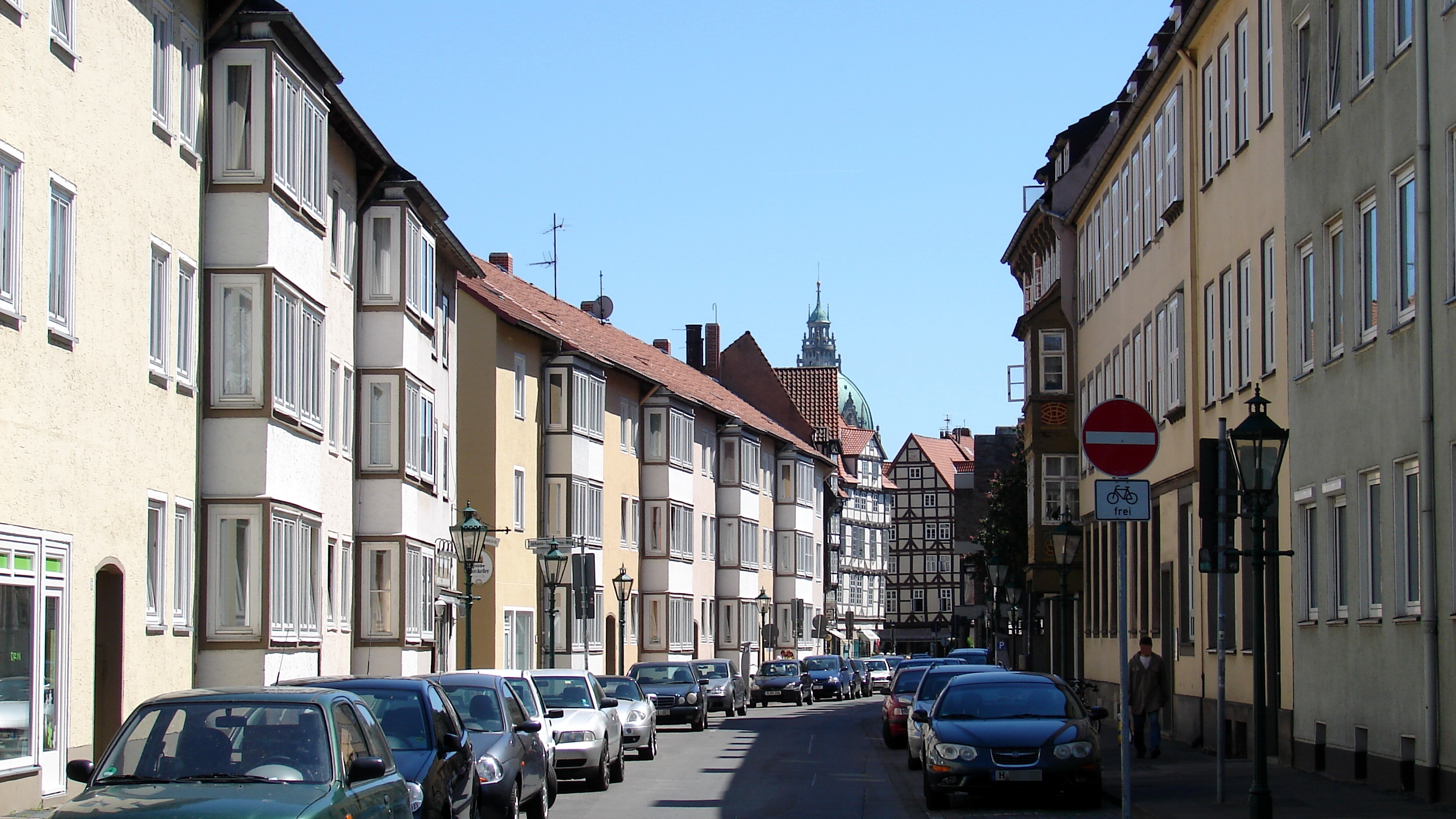
Burgstraße im Kreuzkirchenviertel

Die Altstadt von Hannover wurde im Zweiten Weltkrieg durch die Luftangriffe auf Hannover nahezu vollständig zerstört. Auf Anregung des damaligen Stadtbaurates Rudolf Hillebrecht wurden die Grundstücke der Altstadt vollkommen neu parzelliert, um an der Kreuzkirche eine innenstadtnahe Wohninsel zu schaffen. Vor dem Krieg war das Kreuzkirchenviertel sehr kleinteilig strukturiert: Die Grundstücke hatten eine durchschnittliche Größe von nur 124 m² und waren eng mit drei- bis vierstöckigen Häusern bebaut, so dass zuweilen nur Raum für enge Lichtschächte blieb.
Auf Anregung der Aufbaugemeinschaft Hannover entstand, nachdem das Bauamt unter der Gesamtplanung des Architekten Konstanty Gutschow Vorentwürfe für ein neues Kreuzkirchenviertel geschaffen hatte, 1950 die Aufbaugenossenschaft rund um die Kreuzkirche eGmbH. Die Grundeigentümer übertrugen ihre Grundstücke mitsamt deren Belastungen an die Genossenschaft. Diese tilgte die Belastungen und teilte die Grundstücke neu auf. Dann wurden von Grünanlagen und Gärten umgebene zwei- bis dreistöckige Häuserzeilen errichtet. Ein fünfstöckiger Mietwohnungsbau schließt das Viertel ab und sorgt für Lärmschutz. Ab der Grundsteinlegung 1950 entstanden 215 Ein- bis Drei-Zimmer-Wohnungen mit einer maximalen Größe von 65 m². Innerhalb des Viertels gibt es nur Fußwege.
Diese Schaffung von Stadträumen, welche vollkommen von der historischen Struktur abwichen, war typisch für den Wiederaufbau der Nachkriegszeit in Hannover. Durch diese Stadtplanung erlangte die Stadt überregionale Bekanntheit. Das Kreuzkirchenviertel war ein Vorzeigebeispiel bei der Baumesse Constructa 1951, der ersten Bauausstellung in der Bundesrepublik.
Im Kreuzkirchhof 5 befindet sich das Restaurant Kreuzklappe. Unter diesem Namen und an diesem Ort gibt es seit 1887 ein Restaurant. Das jetzige Haus wurde 1951 im Zuge des Wiederaufbaus im historisierenden Stil errichtet. Seit 1972 werden in dem Restaurant türkische Spezialitäten angeboten.
1953 konnte erneut gefeiert werden mit der Aufbaugemeinschaft rund um die Kreuzkirche: Für 77 weitere Wohnungen sowie 23 Läden in der Knochenhauerstraße wurde der erste Grundstein gelegt.
Der von der Kreuzkirche zur Burgstraße führende Fußgängerweg hieß früher Tiefental und wurde 2004 nach dem Sinto Boxer Johann Trollmann benannt. Der Johann-Trollmann-Weg führt auf das älteste erhaltene Fachwerkhaus Hannovers (1564/1566) Burgstraße 12 zu.
Trollmann wurde 1907 in Wilsche geboren und wohnte später mit seiner Familie in der Altstadt von Hannover. 1944 wurde er im Außenlager Wittenberge des KZ Neuengamme ermordet. 2008 wurde vor seinem früheren Wohnhaus ein Stolperstein für ihn gelegt.